# Гроссер Гуденберг
Руины замка Гроссер Гуденберг (нем. Burgruine Großer Gudenberg) — руины, расположенные на высоте 568.7 м. нум, на холме Гроссер Гуденберг (нем. Großer Gudenberg) возле города Циренберг в Кассельском районе, Северный Гессен (Германия).
Руины находятся в северной части природного парка Хабихтсвальд, в 8 километрах к северо-востоку от города Вольфхаген и почти 2 километрах к западу от города Циренберг. На востоке от бывшего замка рельеф местности понижается до долины реки Варме. В полукилометре к северо — западу, на более низком холме Кляйнер Гуденберг (нем. Kleiner Gudenberg), расположены руины одноимённого замка, в полутора километрах к югу на холме Гроссер Бэренберг находится обзорная башня высотой в 30 метров, в 2 километрах к северу есть руины замка Фалькенберг, а в 4 километрах на к северо-северо — запад расположен замок Эшеберг.
Замок Шауэнбург был впервые упомянут в 1209 году, однако к тому времени он, вероятно, уже был построен графом Вернером IV. Замок являлся феодом Майнцского курфюршества и принадлежал лордам Ропе фон Гуденбергу и Вольфу фон Гуденбергу. Были ли эти две семьи связаны друг с другом и с Герреном фон Гуденбергом, который владел замком на прилегающем холме Кляйнер Гуденберг, или это были просто совладельцы, остаётся неясным.
В период между 1269 и 1272 годами, замок был захвачен Генрихом I во время его столкновений с архиепископом Майнца Вернером фон Эпштайном и разрушен. Существует также версия, что замок разрушили не войска Генриха I, а раубриттеры после того, как Генрих его покинул.
Род Ропе фон Гуденберга прервался в 1398 году, в то время как Вольфы Гуденберги существуют и в наше время.
Руины замка Гроссер Гуденберг находятся в свободном доступе, но доступ к ним затруднён отсутствием троп на самую вершину одноимённого холма. От бывшего замка остался только ров и остатки кладки стены.